# Cedre de l'Atles
El cedre de l'Atles (Cedrus atlantica) és una espècie o subespècie de cedre que és nativa de les muntanyes de l'Atles d'Algèria (Atles Tell) i Marroc (al Rif, en l'Atles mitjà, i localment a l'alt Atles). La majoria de les fonts modernes el tracten com una espècie diferent, Cedrus atlantica, però algunes fonts el consideren una subespècie del cedre del Líban (C. libani subsp. atlantica).

## Descripció
Cedrus atlantica és un arbre de mida mitjana a mida gran, arriba a 30–35 m (rarament a 40m) d'alt, el diàmetre del tronc és d'1,5–2 m. Les seves branques pèndules estan disposades en pisos. Les seves fulles s'agrupen formant una mena de pinzells. Per la resta de les seves característiques resulta difícil de distingir del cedre del Líban. La mida mitjana de les pinyes del cedre de l'Atles tendeix a ser menor i se solen disposar verticalment damunt les branques. Les fulles fan de 10 a 25 mm de llarg.

## Ecologia
El cedre de l'Atles forma boscos a les muntanyes entre 1.370 a 2.200 m, sovint en masses pures o mesclat amb l'avet algerià, Abies numidica, càdec, alzina, i Acer opalus. Hi poden viure mones de Gibraltar Macaca sylvanus.

## Cultiu i usos

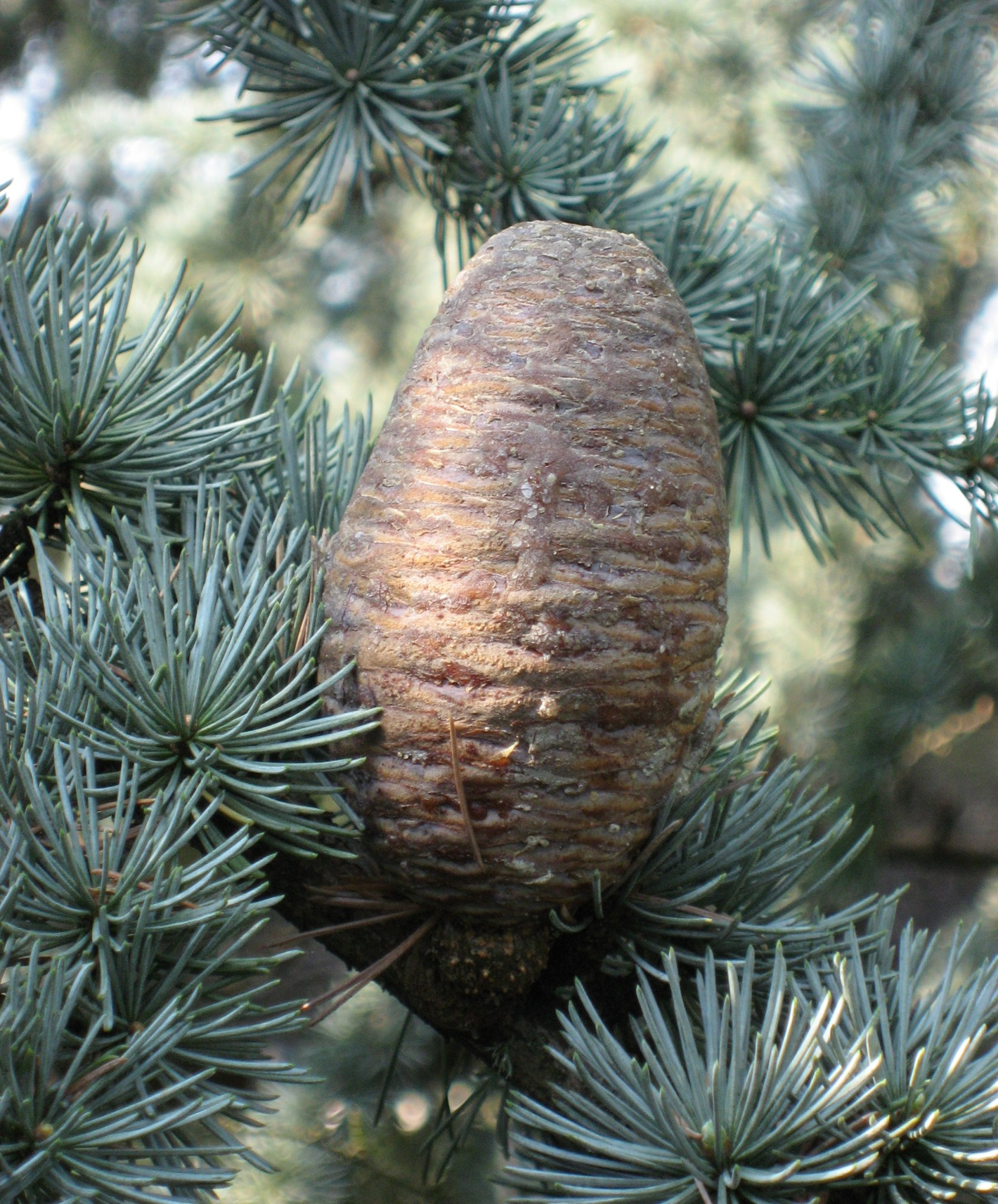
Cedrus atlantica: fulles i pinya

El Cedrus atlàntica és comú en jardineria, n'hi ha unes varietats de fulles glauques, també de port fastigiat o, pèndol i de fulles daurades. Tolera millor que altres coníferes els ambients secs i càlids.
Al sud de França hi ha plantacions per a fusta d'aquest cedre.
L'ex-Beatle George Harrison fa referència al cedre de l'Atles en la seva cançó "Beware of Darkness."

## Imatges

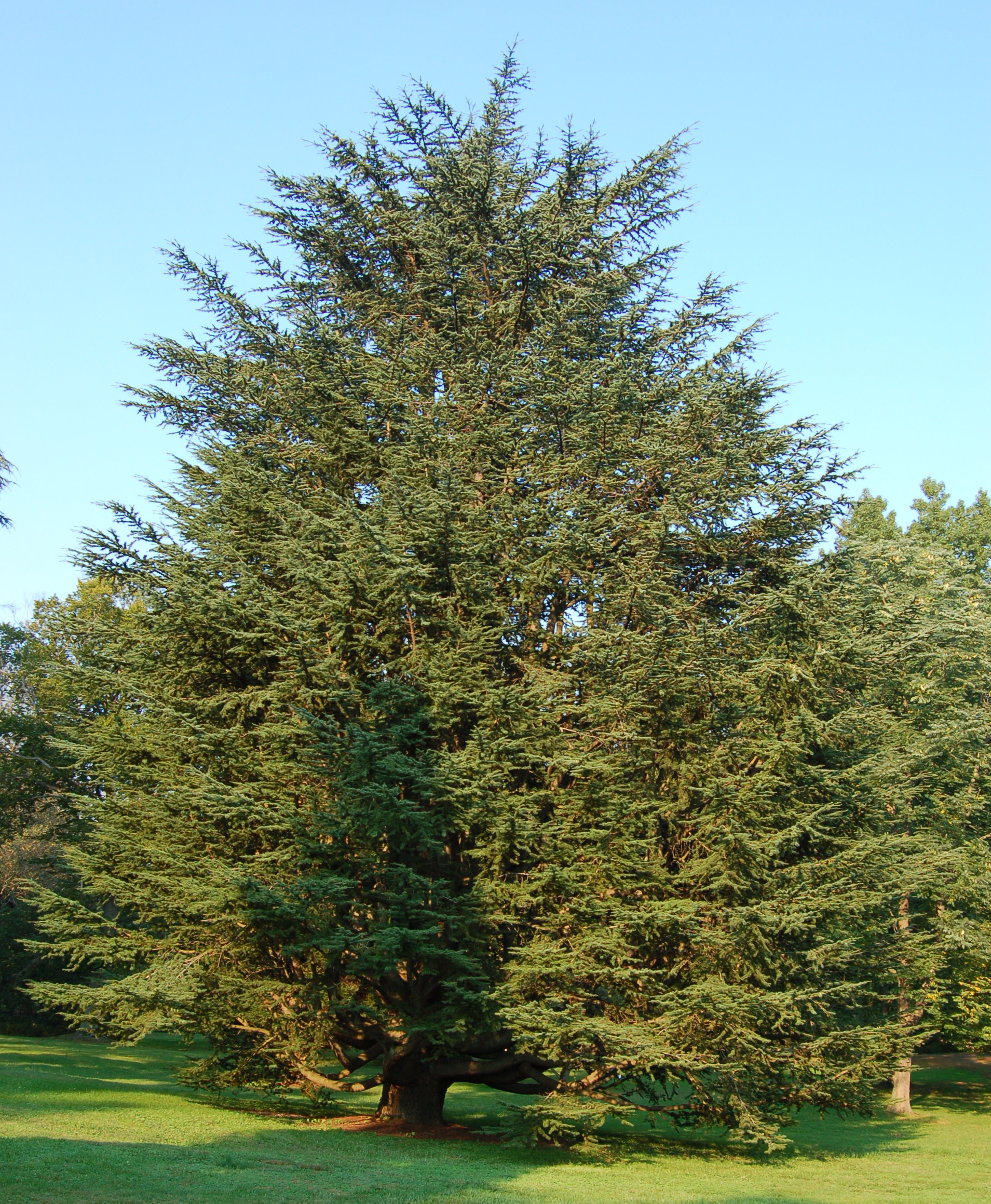
Al Tyler Arboretum
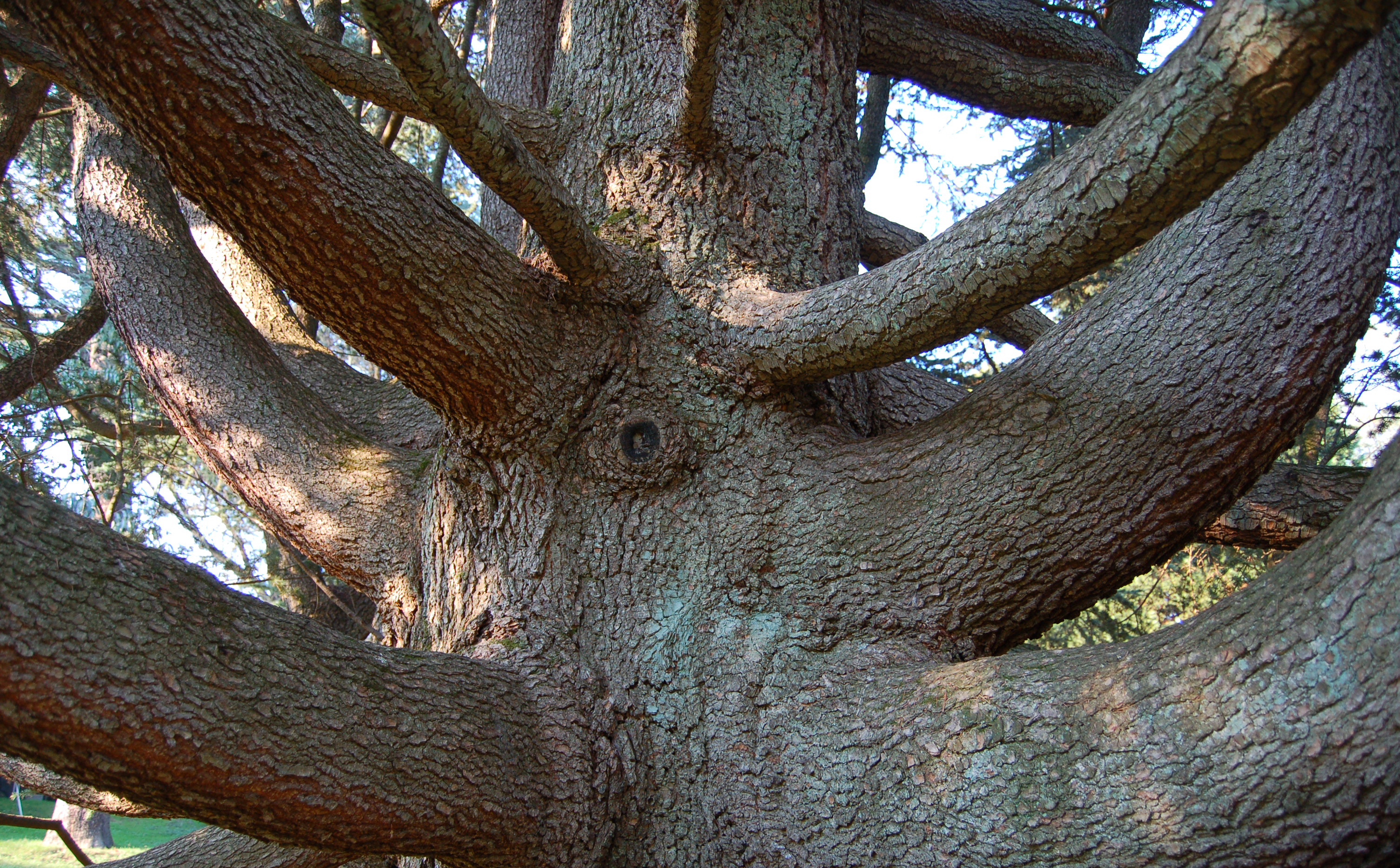
Tronc
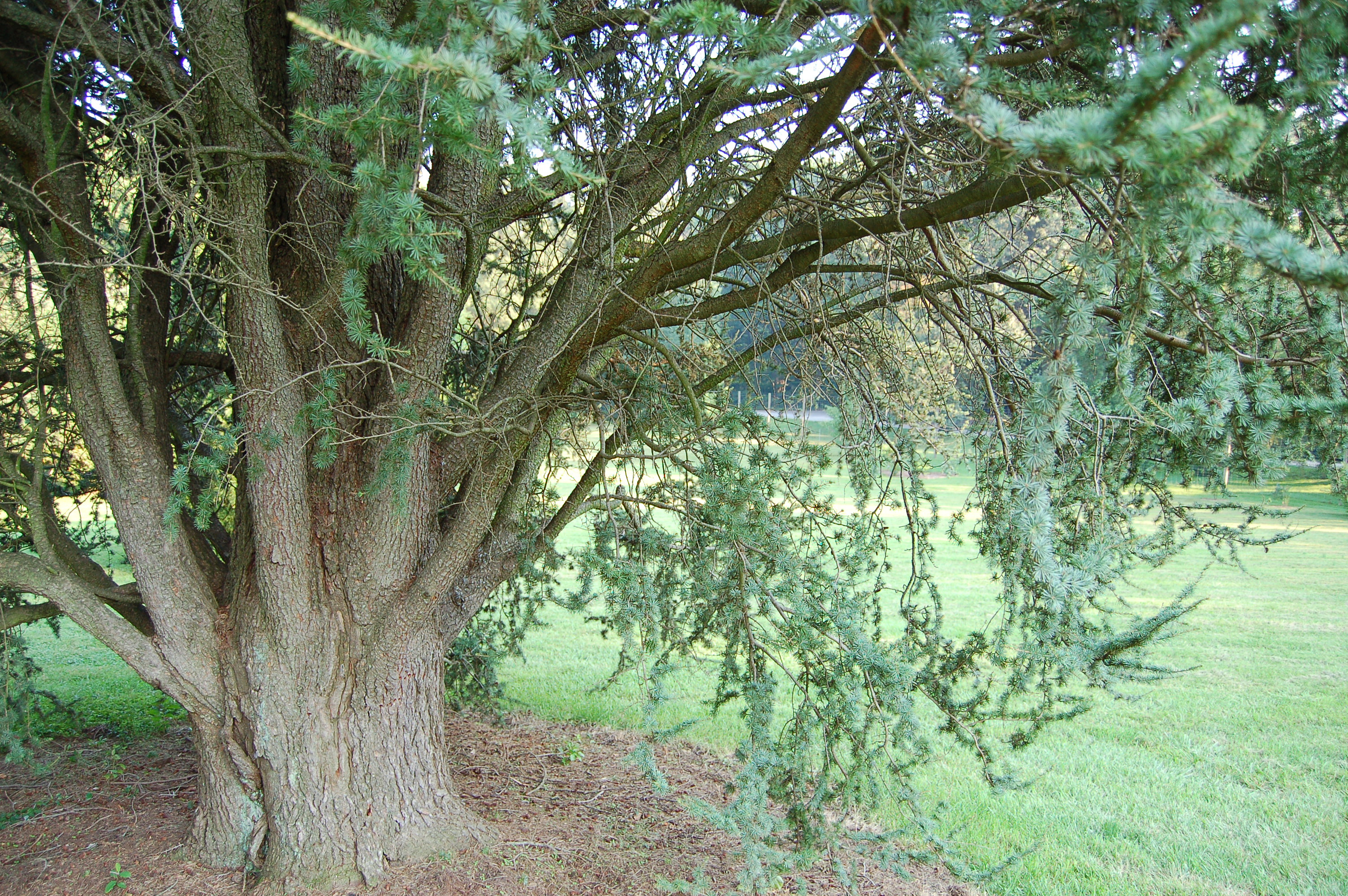
Del grup glauc
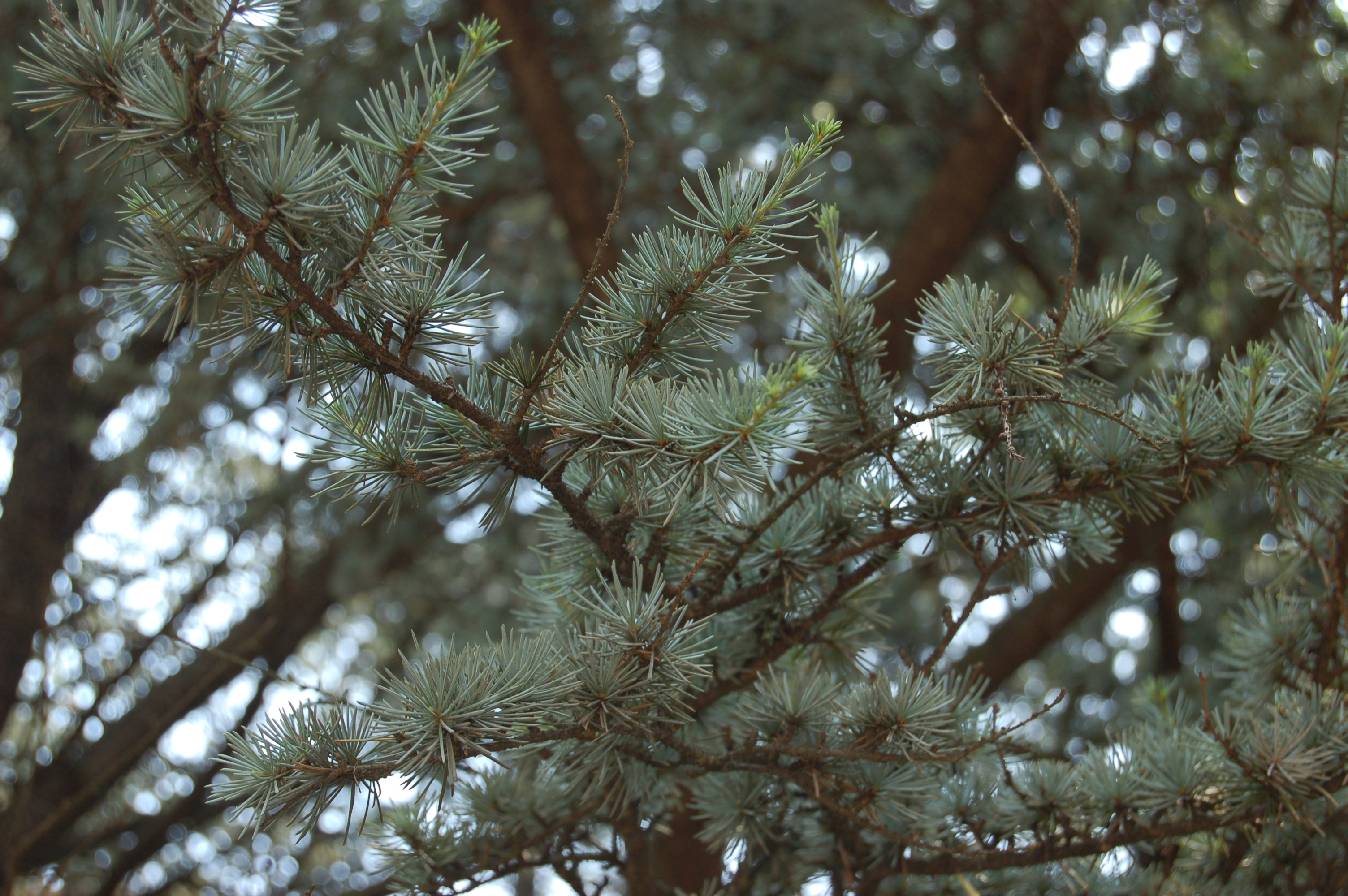
Branca
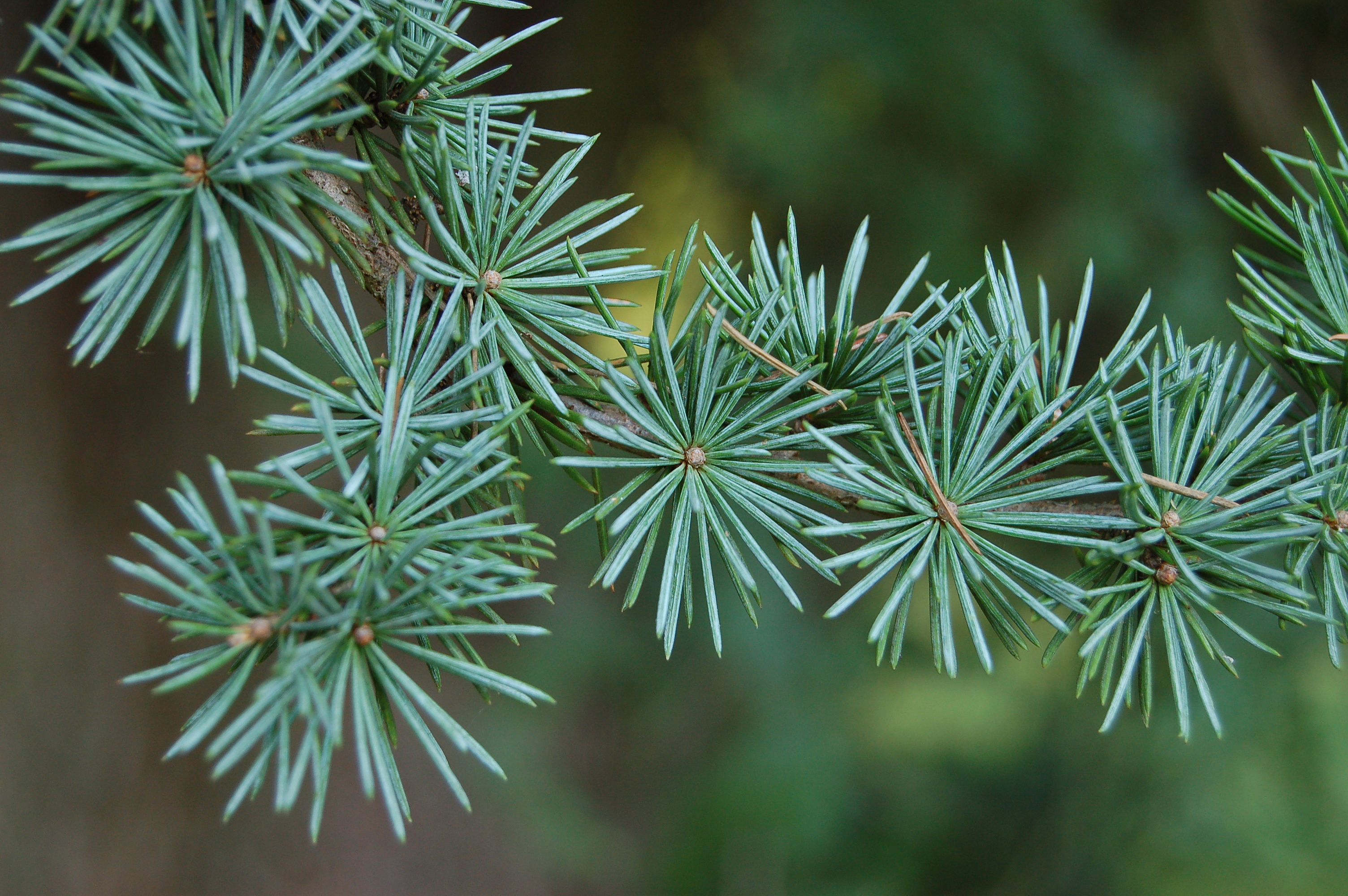
Fulles
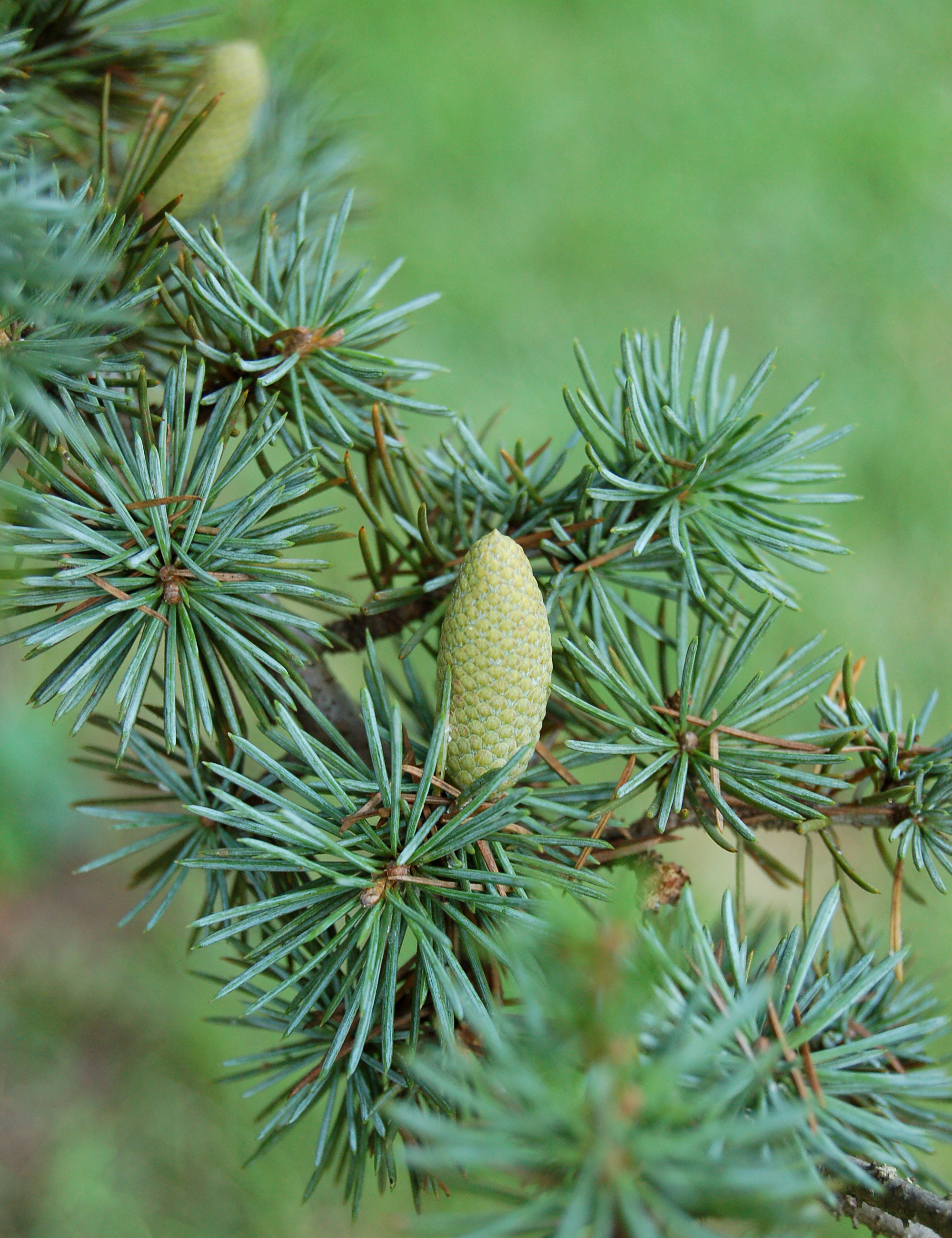
Cons femenins
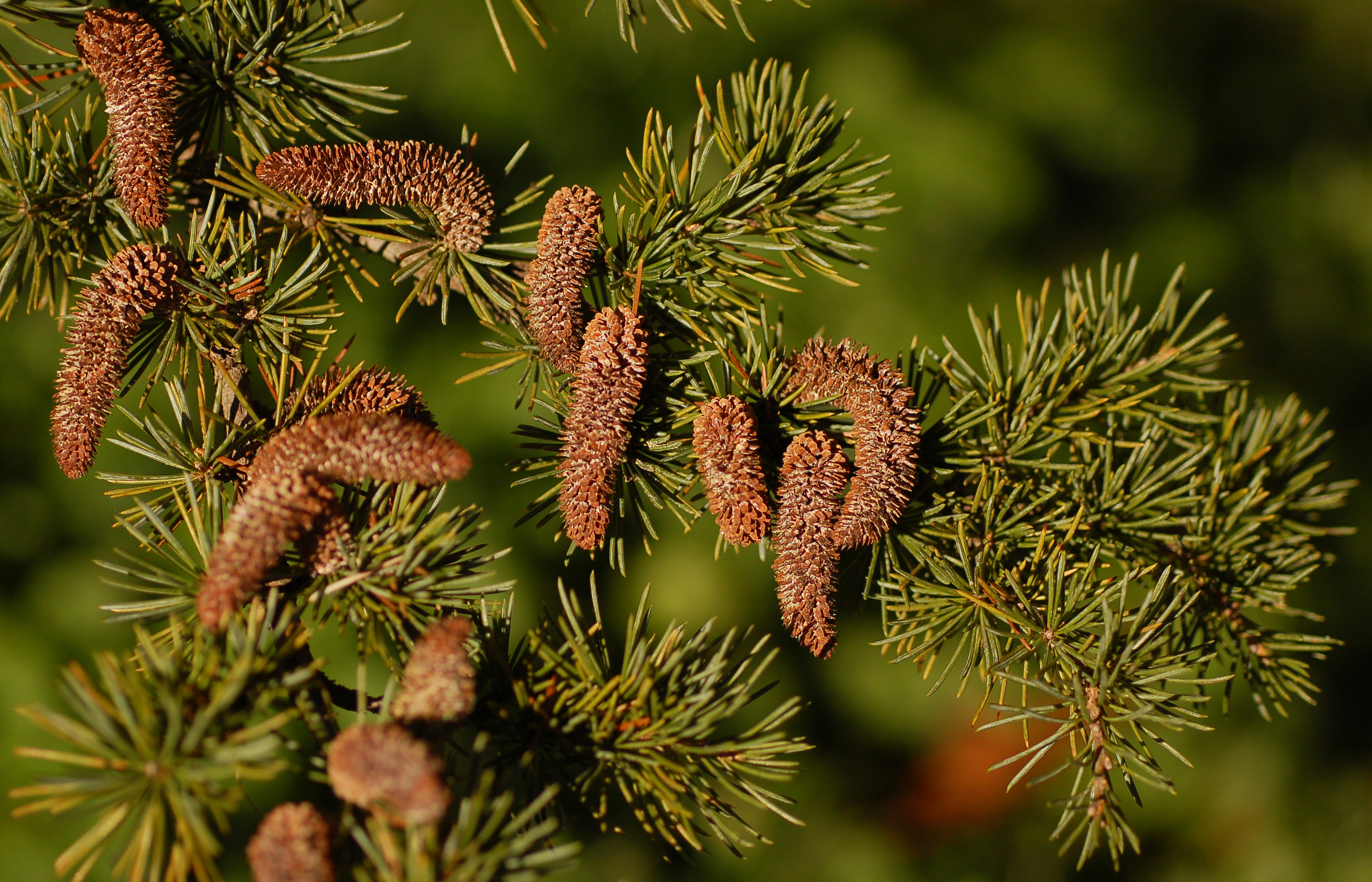
Inflorescències masculines
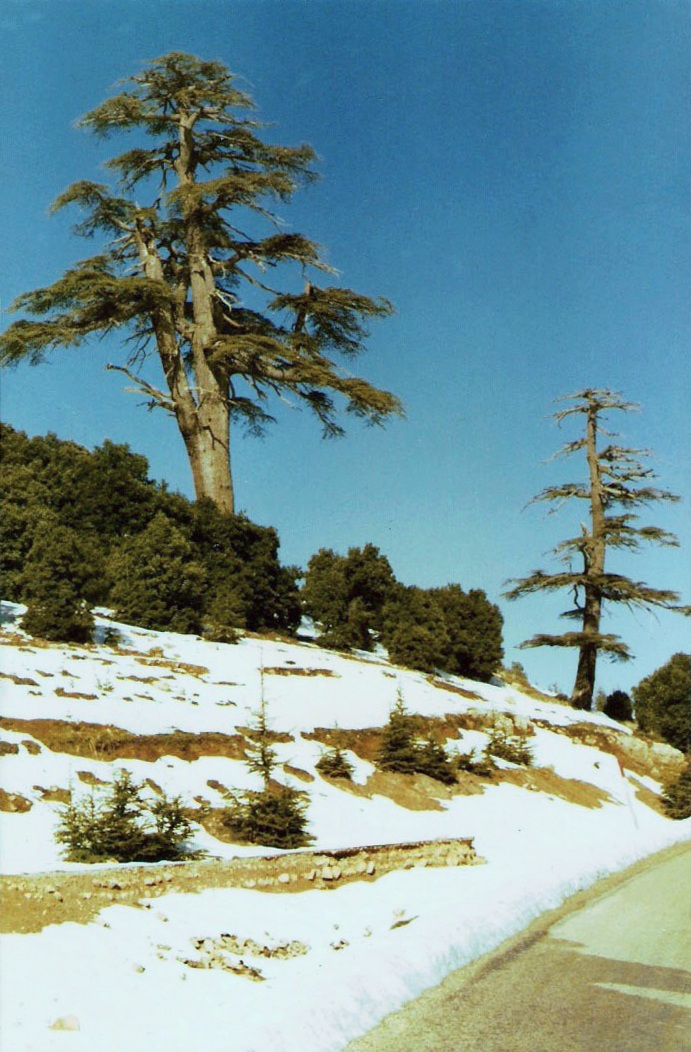
Cedrus atlantica, Marroc
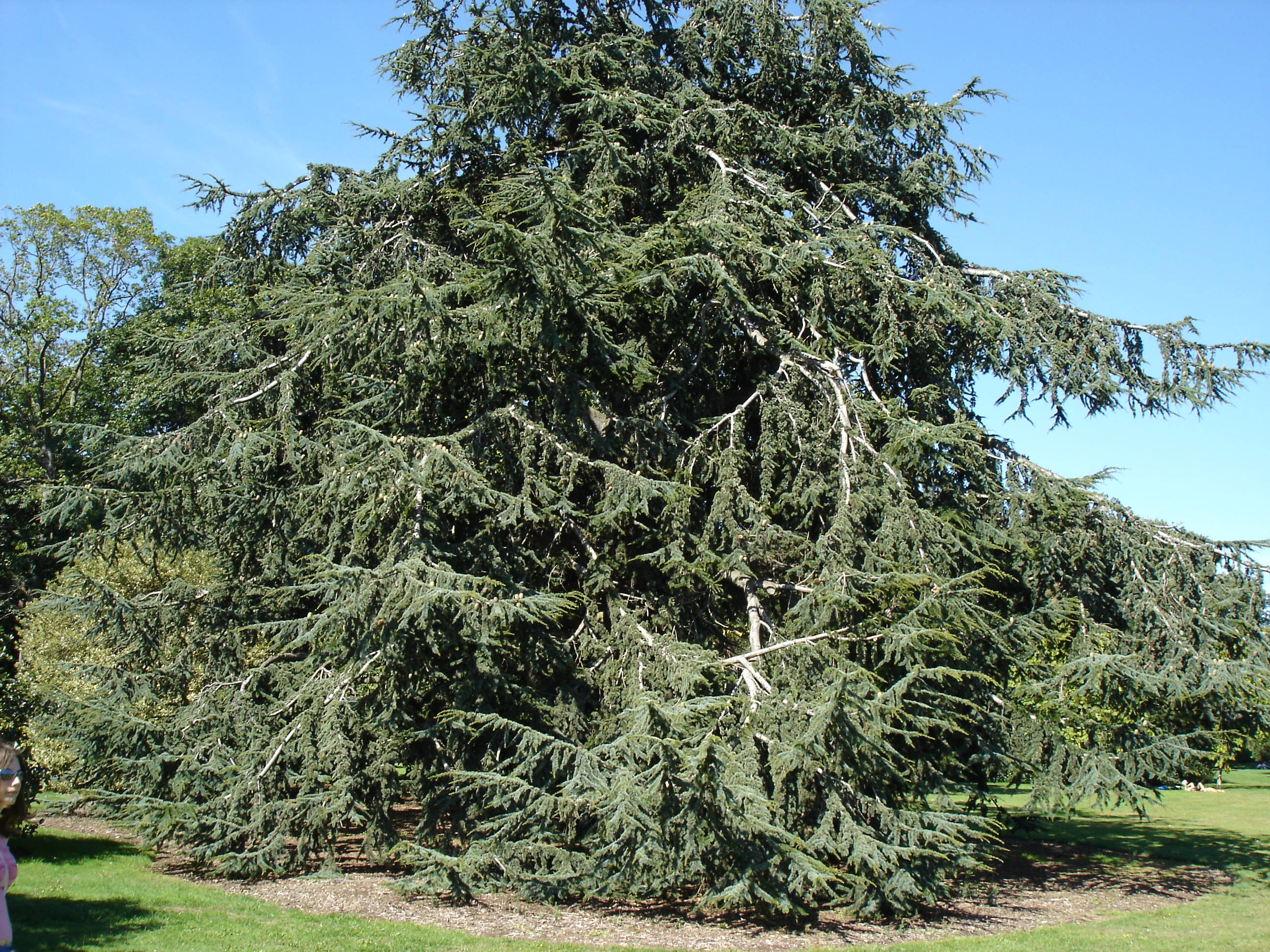
Cedrus atlantica al Kew Gardens
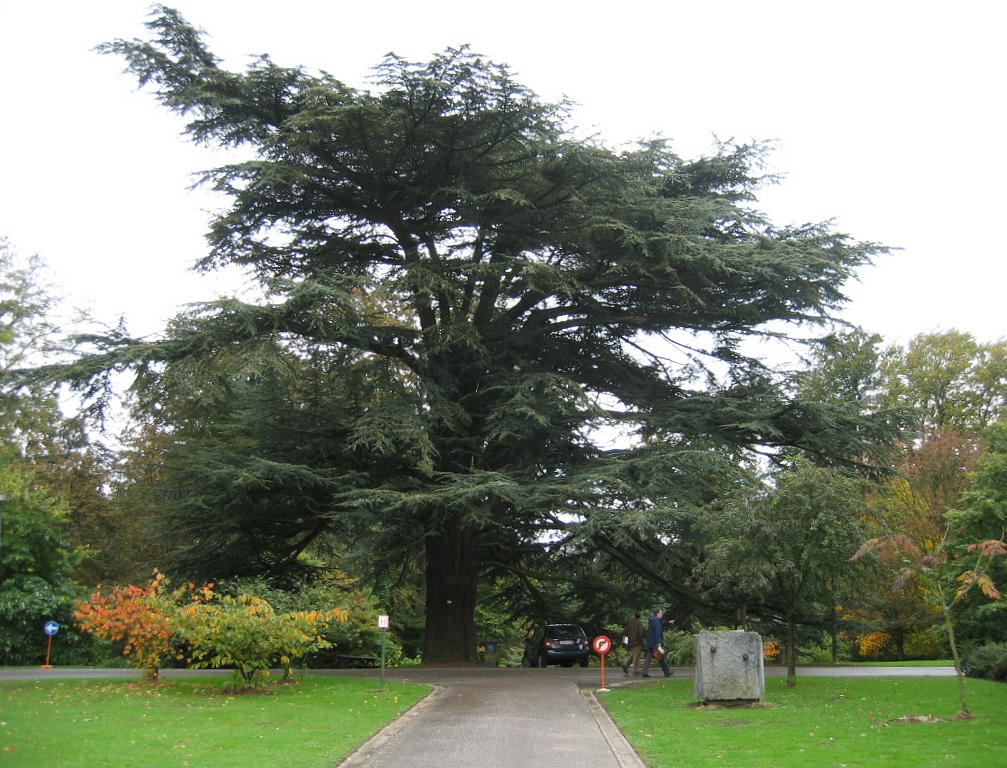
Cedrus atlantica, Domaine de Mariemont, Bèlgica